# Gustav Breuning
Gustav Breuning (ur. na przełomie maja i czerwca 1827 w Starogardzie, zm. 29 listopada 1902 w Grudziądzu) – niemiecki malarz.

## Życiorys
O jego pochodzeniu i latach nauki niczego nie wiadomo. W Grudziądzu mieszkał od około 1860, prowadząc własne atelier oraz sklep z przyborami malarskimi i tapetami przy ulicy Klasztornej 4. Malował portrety, obrazy religijne (między innymi dla miejscowego kościoła ewangelickiego w 1884) i widoki architektoniczne, przede wszystkim o lokalnej tematyce. Jego prace przetrwały w Muzeum im. ks. dr. Władysława Łęgi w Grudziądzu, Muzeum Prus Zachodnich (Westpreußisches Landesmuseum) w Warendorf, a także w kolekcjach prywatnych. Do najlepszych należy Widok na Grudziądz z Kępy Strzemięcińskiej z 1869 w grudziądzkim muzeum. W pałacu Bielerów w Mełnie wykonał ścienne panneaux przedstawiające widoki okolicznych zamków krzyżackich. Jego prace były rozpowszechniane w formie oleodruków i pocztówek. 
Gustav Breuning pochowany został na starym cmentarzu ewangelickim przy ulicy Toruńskiej w Grudziądzu.